# Strom Thurmond
Strom Thurmond (Edgefield, 1902. december 5. – Edgefield, 2003. június 26.) amerikai politikus, szenátor (Dél-Karolina, 1953 – 2003, rövid megszakítással 1956-ban). A Demokrata Párt, később a Republikánus Párt tagja.

## Pályafutása
Thurmond 1923-ban diplomázott a Clemson College-ban, majd középiskolai tanárként dolgozott 1929-ig. 1929-től 1933-ig az Edgefield megye oktatási vezetője volt. Eközben jogot tanult és 1930-ban sikeres szakvizsgát tett. 1930-tól 1938-ig tagja volt Dél-Karolina állami szenátusának. 1938-ban bíró lett.
1942-től 1946-ig a hadseregben szolgált. Részt vett a normandiai partraszállásban. Megkapta a harcban megsebesült katonáknak járó Bíbor Szív kitüntetést. Tartalékos vezérőrnagyi rendfokozatot kapott.
1946-ban megválasztották Dél-Karolina kormányzójává. Mandátuma 1947-től 1951-ig tartott.
1948-ban sikertelenül indult az elnökválasztáson, 1950-ben pedig szintén sikertelenül indult a demokrata párti jelöltségért a szenátusi választáson. 1951-től 1955-ig a dél-karolinai Aikenben volt ügyvéd.
Burnet Maybank szenátor, aki 1941-től képviselte Dél-Karolinát a washingtoni szenátusban, 1954. szeptember 1-jén elhunyt. A Maybank helyére szeptember 6-án ideiglenes jelleggel Charles E. Danielt nevezték ki szenátornak. Halálakor Maybank volt a Demokrata Párt jelöltje a november 2-án tartandó szenátusi választáson, és a törvényes előírások szerint a hátralévő rövid időben a demokraták már nem állíthattak új hivatalos jelöltet, de a szavazóknak módjuk volt az előre nyomtatott szavazólapra ráírni, hogy kire kívánnak szavazni. A párt arra biztatta szavazóit, hogy Thurmond nevét írják be, aki így a demokraták nem hivatalos jelöltje lett, és így végül ő nyerte meg a választást. Charles Daniel december 23-án lemondott, Thurmondot pedig másnap kinevezték ideiglenes szenátornak a Maybank mandátumából hátralévő néhány napra (így amikor 1955. január 3-án Thurmond saját jogán is szenátor lett, már rangidős volt a többi új szenátorhoz képest). Thurmond mandátuma az alkotmányban előírt hat évre, 1961. január 3-ig szólt.
Thurmond azonban úgy érezte, a választás úgy lett volna igazán szabályos és igazságos, ha a demokrata választók a szokásos előválasztással választhatták volna ki jelöltjüket. A választási törvény értelmében ilyen előválasztást (és időközi szenátusi választást) legközelebb 1956-ban lehetett tartani, ezért Thurmond ígéretet tett, hogy 1956 tavaszán lemond, hogy mód legyen szabályos előválasztást és új szenátusi választást tartani. 1956. április 4-én le is mondott, és azután megnyerte a június 12-i előválasztást és a saját megüresedett helyére kiírt november 6-i szenátusi választást is. Miután a választók ilyen módon megerősítették, Thurmond másnap újra letette a hivatali esküt, és ismét elfoglalta a szenátusi helyét.
A szegregáció eltörlésének nagy ellenzője volt, 1957-ben több, mint 24 órán keresztül tartó obstrukcióval próbálta megakadályozni a civiljogi törvény elfogadását, amely betiltotta a faji, nemi, vallási és nemzetiségi diszkriminációt az Egyesült Államokban (a szenátorok egy része összesen több, mint 70 napig akadályozta az elfogadást ilyen módon). Ezt a rekordját 2025 márciusában Cory Booker afroamerikai szenátor döntötte meg.
1960-ban, 1966-ban, 1972-ben, 1978-ban, 1984-ben, 1990-ben és 1996-ban is újraválasztották, és így 2003. január 3-ig szolgált. Századik születésnapján még szenátor volt. Utolsó mandátumának lejártakor ő volt a legidősebb szenátor a testület történetében.
Röviddel nyugalomba vonulása után, 2003. június 26-án hunyt a dél-karolinai Edgefieldben, szülővárosában, ahol sírja is van.